# هيلموت براخت
هيلموت براخت مواليد 11 سبتمب 1929 في دورتموند ، توفي 12 مايو 2011 لاعب كرة القدم الذي لعب لاعب خط الوسط لـ ويستفاليا هرن و بوروسيا دورتموند. لعب 11 مباراة مع دورتموند في افتتاحية الدوري الألماني موسم 1963–64
ثم أصبح مدرب لبوروسيا دورتموند في عام 1970.

## الانجازات
- بطل الدوري الألماني لكرة القدم: عام 1963

## روابط خارجية
- هيلموت براخت على موقع قاعدة بيانات كرة القدم.إي يو (الإنجليزية)
- هيلموت براخت على موقع بيانات كرة القدم. دي إي (الألمانية)